# Filmfare Award for Best Lyricist
De Filmfare Lyricist Award wordt uitgereikt door het Bollywood-filmtijdschrift Filmfare als onderdeel van de jaarlijkse Filmfare Awards voor Hindi-films.
De eerste prijzen werden uitgereikt in 1953, hoewel de prijs voor best lyricist (beste songtekstschrijver) pas in 1958 werd verstrekt.
Meervoudige winnaars zijn onder anderen Gulzar (9 prijzen), Javed Akhtar (7), Anand Bakshi (4) en Shakeel Badayuni (3).
Hieronder volgt de lijst van prijswinnaars en de lijst van films waarvoor zij de prijzen hebben gewonnen.

## Lijst
| Jaar | Tekstschrijver     | Lied en film                              |
| ---- | ------------------ | ----------------------------------------- |
| 2005 | Gulzar             | Kajra Re - Bunty aur Babli                |
| 2004 | Javed Akhtar       | Tere Liye - Veer Zaara                    |
| 2003 | Javed Akhtar       | Kal Ho Naa Ho - Kal Ho Naa Ho             |
| 2002 | Gulzar             | Saathiya - Saathiya                       |
| 2001 | Javed Akhtar       | Mitwa - Lagaan                            |
| 2000 | Javed Akhtar       | Panchhi Nadiya - Refugee                  |
| 1999 | Anand Bakshi       | Ishq Bina - Taal                          |
| 1998 | Gulzar             | Chal Chaiyyan Chaiyyan - Dil Se           |
| 1997 | Javed Akhtar       | Sandese Aate Hain - Border                |
| 1996 | Javed Akhtar       | Ghar Se Nikalte - Papa Kahte Hain         |
| 1995 | Anand Bakshi       | Tujhe Dekha - Dilwale Dulhania Le Jayenge |
| 1994 | Javed Akhtar       | Ek Ladki - 1942--A Love Story             |
| 1993 | Sameer             | Ghunghat Ki Aad - Hum Hain Rahi Pyaar Ke  |
| 1992 | Sameer             | Teri Umeed Tera Intezaar - Deewana        |
| 1991 | Gulzar             | Yaara Seeli Seeli - Lekin                 |
| 1990 | Sameer             | Nazar Ke Saamne - Aashiqui                |
| 1989 | Asad Bhopali       | Dil Deewana Bin - Maine Pyar Kiya         |
| 1988 | Gulzar             | Mera Kuch Saaman - Ijaazat                |
| 1987 | geen prijs         |                                           |
| 1986 | geen prijs         |                                           |
| 1985 | Vasant Dev         | Dil Kyon - Utsav                          |
| 1984 | Hasan Kamal        | Aaj Ki Awaz - Aaj Ki Awaz                 |
| 1983 | Gulzar             | Tujse Naaraz Nahin - Masoom               |
| 1982 | Santosh Anand      | Mohabbat Hai Kya Cheez - Prem Rog         |
| 1981 | Anand Bakshi       | Tere Mere Beech - Ek Duje Ke Liye         |
| 1980 | Gulzar             | Hazar Rahen - Thodisi Bewafai             |
| 1979 | Gulzar             | Aane Wale Pal - Gol Maal                  |
| 1978 | Anand Bakshi       | Aadmi Musafir Hain - Apnapan              |
| 1977 | Gulzar             | Do Deewane Shaher - Gharaonda             |
| 1976 | Sahair Ludhianvi   | Kabhi Kabhi Mere - Kabhi Kabhie           |
| 1975 | Indeevar           | Dil Aisa Kisine - Amanush                 |
| 1974 | Santosh Anand      | Main na bhoolonga - Roti Kapda Aur Makan  |
| 1973 | Gulshan Bawra      | Yaari Hai Imaan Mera - Zanjeer            |
| 1972 | Varma Malik        | Jai Bolo Be Imaan                         |
| 1971 | Majrooh            | Zindagi Ek Safar - Andaz                  |
| 1970 | Varma Malik        | Sabse Bada Nadaan - Pehchaan              |
| 1969 | Neeraj             | Kaal ka Pahiya - Chanda Aur Bijli         |
| 1968 | Shailendra         | Main Gaaon Tum So Jaao - Brahmachari      |
| 1967 | Gulshan Bawra      | Mere Desh Ki Dharti - Upkaar              |
| 1966 | Hasrat Jaipuri     | Baharon Phool Barsaao - Suraj             |
| 1965 | Rajendra Krishna   | Tumhi Mere Mandir - Khandan               |
| 1964 | Majrooh Sultanpuri | Chaahunga Main Tujhe - Dosti              |
| 1963 | Sahir Ludhianvi    | Jo Waada Kiya - Taj Mahal                 |
| 1962 | Shakeel Badayuni   | Kahin Deep Jale - Bees Saal Baad          |
| 1961 | Shakeel Badayuni   | Husnawale Tere Jawab - Gharana            |
| 1960 | Shakeel Badayuni   | Chaudhvin Ka Chaand - Chaudhvin Ka Chand  |
| 1959 | Shailendra         | Sab Kuch Sikha - Anari                    |
| 1958 | Shailendra         | Yeh Mera Deewanapan - Yahudi              |